# 班長
班長（はんちょう）とは、組織や団体、学校における班という組織単位の長をいう。主に企業や官庁等で使われる役職。

## 一覧
- 企業・法人等の中間管理職の一つ。課長ないし係長に相当する。
  - また管理職未満のリーダー的に選出することもある。
- 主に小学校、中学校、高等学校などにおいて学級内の児童生徒の集団単位のひとつである班のリーダーのこと。
- 官公庁の官職の一つであり、企業の課長ないし係長に相当する。厚生省エイズ研究班長等。
- 警察における官職のひとつ。特別捜査班長、鑑識班長等。巡査部長が務める。
- 軍隊における官職のひとつ。一個中隊ないし分隊の内部で編成される内務班の長。いわゆる内務班長のこと。主に下士官が務める。
- 自衛隊における官職のひとつ。幹部自衛官若しくは幹部相当の事務官等が配置される。総括班長、総務班長、監理班長、契約班長等。また一個中隊の内部で編成される自衛官の部隊単位のひとつに営内班、内務班があり、主に曹の階級にある者が任命される、営内班長、内務班長。及び分隊長の別称。3曹が率いる10人程度の士の集団を分隊と言い、その長である分隊長の別称。
- 消防団、水防団、海防団における階級のひとつ。消防団員、水防団員の階級では部長の下位、団員の上位にあり、階級第6位に相当する。海防団員の階級としては看視長の下位、団員の上位にあり、階級第5位に相当する。